# Olenecamptus palawanus
Olenecamptus palawanus är en skalbaggsart som beskrevs av Dillon 1948. Olenecamptus palawanus ingår i släktet Olenecamptus och familjen långhorningar.
Artens utbredningsområde är Filippinerna. Inga underarter finns listade i Catalogue of Life.